# كهف غوندولين
كهف غوندولين هو نظام حفري يتكون من الحفريات والحفرة القديمة الدولوميت في المقاطعة الشمالية الغربية، جنوب أفريقيا. تشكلت الحفرة القديمة في الدولوميتات لتكوين إكليس (مجموعة مالماني الفرعية، منصة بحرية لتشكيل الحديد الحزامي بالكربونات مجموعة تشونيسبورت). يعد غوندولين حاليًا الموقع الأحفوري الوحيد الموصوف لأشباه البشر في المقاطعة الشمالية الغربية، وهو جزء من موقع التراث العالمي لليونسكو «مهد الجنس البشري». يقع الكهف على أرض مملوكة ملكية خاصة ولا يمكن للجمهور الوصول إليها.
كما هو الحال مع أنظمة كهوف باليو الأخرى في جنوب إفريقيا مع رواسب أحفورية من العصر الجليدي أو العصر البليستوسيني، تم تعدين النظام للجير خلال أوائل القرن العشرين. نتيجة لذلك، تعرض النظام للإضطراب الشديد ويتألف فقط من كهف صغير نشط، وسلسلة من رواسب الكهوف المتبقية في الموقع، ومقالب واسعة من الرواسب المتكلسة خارج الموقع التي تم إنتاجها أثناء أنشطة التعدين.